# Simon Kühne
Simon Kühne (sinh ngày 30 tháng 4 năm 1994) là một cầu thủ bóng đá người Liechtenstein thi đấu cho USV Eschen/Mauren, ở vị trí tiền vệ chạy cánh.

## Sự nghiệp
Sinh ra ở Áo, Kühne cũng từng thi đấu cho Austria Lustenau, USV Eschen/Mauren và FC St. Gallen.
Anh có màn ra mắt quốc tế cho Liechtenstein năm 2014, từng thi đấu cho đội tuyển U -21, nơi anh là cầu thủ ghi bàn nhiều nhất quốc gia với 3 bàn.